# Thorkild Hansen
Thorkild Hansen (* 9. Januar 1927 in Kopenhagen; † 4. Februar 1989 in der Karibik) war ein dänischer Schriftsteller. Für eine Trilogie dokumentarischer Romane über den dänischen Sklavenhandel erhielt er 1971 den Literaturpreis des Nordischen Rates. Aufsehen erregte er mit einem 1978 erschienenen dreibändigen Werk Processen mod Hamsun über die Nachkriegsprozesse gegen den norwegischen Schriftsteller Knut Hamsun.

## Leben
Nach dem Schulbesuch begann Hansen 1945 ein Studium der allgemeinen Literaturwissenschaft an der Universität Kopenhagen. Mit Unterstützung seines Lehrers Ejnar Thomsen veröffentlichte er 1947 einen Essay über die Naturauffassung des dänischen Schriftstellers Jacob Paludan. Mit einem Stipendium ging Hansen im selben Jahr nach Paris, wo er als freier Mitarbeiter für die Boulevardzeitung Ekstra Bladet tätig war. Nach seiner Rückkehr 1952 arbeitete er für die Zeitung Information als Literatur- und Filmkritiker.
Eine Sammlung von Essays, die Hansen in Paris verfasst hatte, erschien 1953. Einen bereits in Paris begonnenen Reisebericht veröffentlichte er 1959, gefolgt von zwei Reisetagebüchern, in denen er seine Eindrücke auf zwei archäologischen Expeditionen nach Kuwait und in den Sudan verarbeitete. Sein Durchbruch gelang ihm 1962 mit dem dokumentarischen Roman Det lykkelige Arabien (deutscher Titel: Reise nach Arabien, 1965) über die dänische Arabien-Expedition Carsten Niebuhrs im 18. Jahrhundert, für den er 1963 mit dem Søren-Gyldendal-Preis ausgezeichnet wurde.
Mit seinem Freund, dem Schriftsteller Peter Seeberg, reiste Hansen 1964 zur Hudson Bay, um die Stelle ausfindig zu machen, an welcher der dänisch-norwegische Entdecker Jens Munk im Winter 1620 ankerte. Über Munks Expedition veröffentlichte Hansen 1965 den Dokumentarroman Jens Munk und gemeinsam mit Seeberg im selben Jahr auch einen kurzen Reisebericht. Der Roman erschien 1974 erstmals in deutscher Übersetzung beim VEB Hinstorff Verlag Rostock.
Anschließend beschäftigte sich Hansen mit dem dänischen  Sklavenhandel. Dänische Schiffe hatten Rum und Waffen an der afrikanischen Goldküste gegen Menschen eingetauscht, die sie dann als Sklaven an die dänischen Zuckerrohr-Plantagen auf den karibischen Inseln verkauften. Hansen besuchte 1965 Ghana und 1967 die ehemals dänischen Inseln Saint Thomas, Saint Croix und Saint John. Er verarbeitete seinen Stoff in einem dreibändigen Roman mit den Titeln Slavernes kyst (1967), Slavernes skibe (1968) und Slavernes øer (1970). Die Teile beschäftigten sich mit dem Einkauf und der Überfahrt der Sklaven sowie dem Leben in Sklaverei. Für sei Werk wurde ihm 1971 der Literaturpreis des Nordischen Rates verliehen.
1972 reiste Hansen für das Dänische Rote Kreuz unter anderem nach Vietnam, Bangladesch, in die West-Sahara und nach Rhodesien. 1973 war er in Ostgrönland. Großes Aufsehen erregte Hansens dreibändiger Dokumentarroman Processen mod Hamsun, der 1978 zeitgleich in Schweden, Norwegen und Dänemark erschien. Darin beschäftigte er sich mit dem Verhalten des norwegischen Schriftstellers Knut Hamsun während des Nationalsozialismus, mit den Prozessen gegen Hamsun nach dem Zweiten Weltkrieg wegen dessen Kollaboration mit der deutschen Besatzungsmacht sowie mit Hamsuns letztem Buch Auf überwachsenen Pfaden. Hansens Versuch, um Verständnis für Hamsun zu werben, führte zu einer kontroversen Debatte. Der Inhalt wurde 1996 nach einem Drehbuch von Per Olov Enquist unter dem Titel Hamsun mit Max von Sydow in der Titelrolle verfilmt, wobei das Werk in Dänemark, aber auch in anderen Ländern bei Lesern und Literaturkritikern unterschiedlich bewertet, zum Teil auch kritisiert wurde.
Als Autor wurde Hansen trotz seines Publikumserfolgs von Literaturkritik und Literaturwissenschaft weitgehend ignoriert. Geprägt wurde er vom französischen Existentialismus, insbesondere von Albert Camus’ Werk Der Mythos des Sisyphos. Als Ideal verstand er die Darlegung von Fakten ohne Deutung und Erklärung. Sein Objektivitätsbegriff wurde von verschiedenen Literaturkritikern als naiv kritisiert.
Hansen starb 1989 auf einer längeren Seereise in der Karibik.

## Weitere Veröffentlichungen
Weitere von Thorkild Hansen verfasste Bücher waren:
- Resten er Stilhed (1953)
- Pausesignaler (1959)
- Syv seglsten (1960)
- En kvinde ved en flod (1961)
- De søde piger (1974)
- Kurs mod solnedgangen (1982)
- Søforhør (1982)
- Et atelier i Paris I-II (posthum 1990).